# Roz-sur-Couesnon
Pour les articles homonymes, voir Roz et Couesnon (homonymie).
Roz-sur-Couesnon [ʁo syʁ kwenɔ̃] est une commune française située dans le département d'Ille-et-Vilaine en région Bretagne et peuplée de 1 036 habitants.

## Géographie
Situé au nord du département, le village se trouve en bordure de la baie du mont Saint-Michel.
Le Couesnon ne coule plus sur le territoire de la commune depuis la fin du XIXe siècle, en effet, les travaux de poldérisation du nord de la commune ont eu pour effet de canaliser le fleuve vers le mont Saint-Michel. Le nom de la commune a conservé son déterminant complémentaire -sur-Couesnon, malgré le détournement du cours d'eau. En effet, le Couesnon coulait jadis, bien plus à l'ouest du Mont-Saint-Michel, dans des marais où se situe encore la frontière historique de la Bretagne de nos jours.
| Saint-Broladre | La Manche        | Beauvoir (Manche)          |

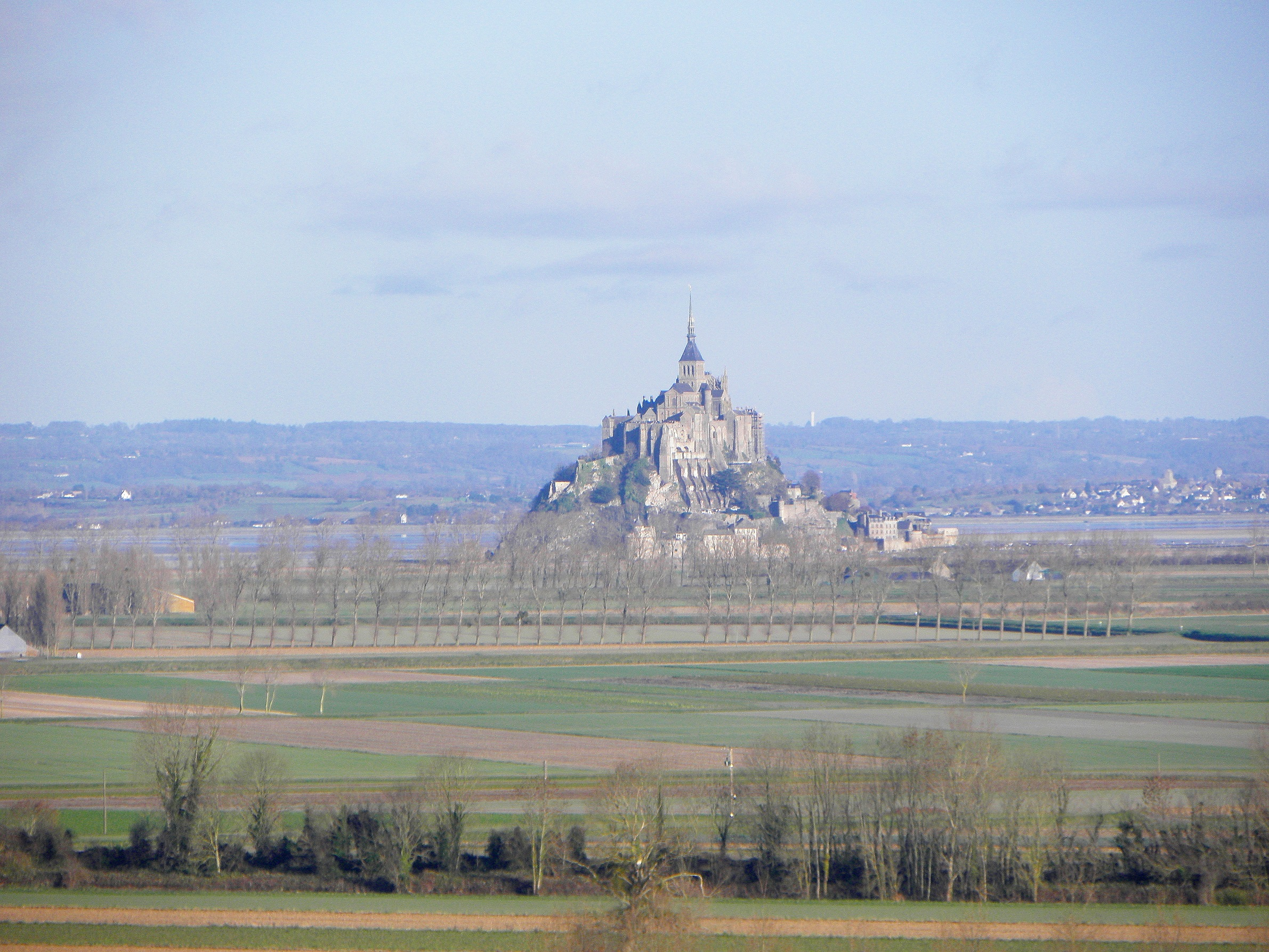
Le mont Saint-Michel vu depuis le belvédère de Roz-sur-Couesnon.

| Saint-Marcan   | Roz-sur-Couesnon | Saint-Georges-de-Gréhaigne |

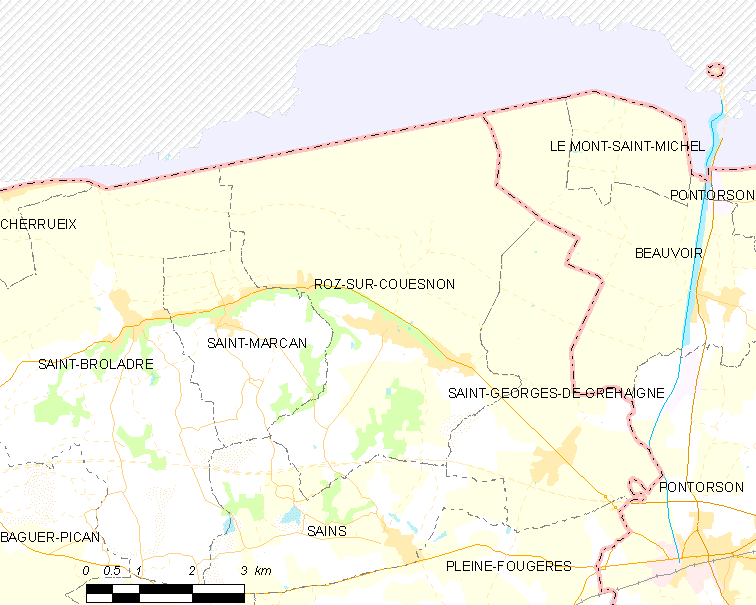
Carte de la commune, le Couesnon passe sur la commune voisine de Beauvoir.

|                | Sains            |                            |

### Biogéographie
Du point de vue de la richesse de la flore, Roz-sur-Couesnon fait partie des communes du département possédant dans leurs différents biotopes le plus de taxons, soit 540 pour une moyenne communale de 348 taxons et un total départemental de 1 373 taxons (118 familles). On compte notamment 36 taxons à forte valeur patrimoniale (total de 207) ; 19 taxons protégés et 17 appartenant à la liste rouge du Massif armoricain (total départemental de 237).

### Hydrographie
Pour un article plus général, voir Réseau hydrographique d'Ille-et-Vilaine.
La commune est située dans le bassin Loire-Bretagne. Elle n'est drainée par aucun cours d'eau,.

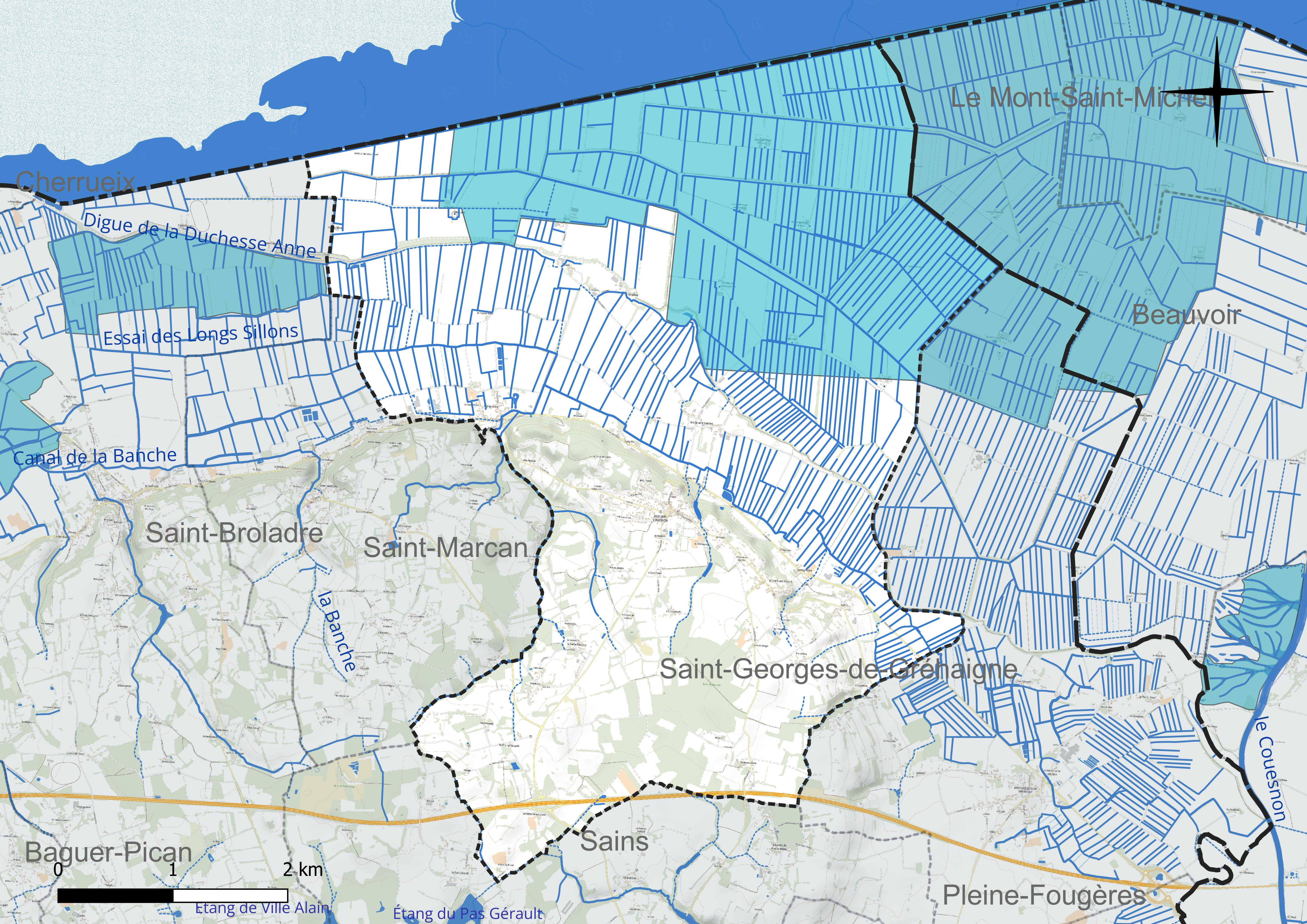
Réseau hydrographique de Roz-sur-Couesnon.

### Climat
Pour des articles plus généraux, voir Climat de la Bretagne et Climat d'Ille-et-Vilaine.
En 2010, le climat de la commune est de type climat océanique franc, selon une étude du CNRS s'appuyant sur une série de données couvrant la période 1971-2000. En 2020, Météo-France publie une typologie des climats de la France métropolitaine dans laquelle la commune est exposée à un climat océanique et est dans la région climatique  Bretagne orientale et méridionale, Pays nantais, Vendée, caractérisée par une faible pluviométrie en été et une bonne insolation. Parallèlement l'observatoire de l'environnement en Bretagne publie en 2020 un zonage climatique de la région Bretagne, s'appuyant sur des données de Météo-France de 2009. La commune est, selon ce zonage, dans la zone « Intérieur », exposée à un climat médian, à dominante océanique.  
Pour la période 1971-2000, la température annuelle moyenne est de 11,3 °C, avec une amplitude thermique annuelle de 12,1 °C. Le cumul annuel moyen de précipitations est de 877 mm, avec 12,9 jours de précipitations en janvier et 7,9 jours en juillet. Pour la période 1991-2020, la température moyenne annuelle observée sur la station météorologique la plus proche, située sur la commune de Pontorson à 7 km à vol d'oiseau, est de 11,9 °C et le cumul annuel moyen de précipitations est de 821,3 mm,. Pour l'avenir, les paramètres climatiques de la commune estimés pour 2050 selon différents scénarios d'émission de gaz à effet de serre sont consultables sur un site dédié publié par Météo-France en novembre 2022.

## Urbanisme

### Typologie
Au 1er janvier 2024, Roz-sur-Couesnon est catégorisée commune rurale à habitat dispersé, selon la nouvelle grille communale de densité à sept niveaux définie par l'Insee en 2022.
Elle est située hors unité urbaine et hors attraction des villes,.
La commune, bordée par la Manche, est également une commune littorale au sens de la loi du 3 janvier 1986, dite loi littoral. Des dispositions spécifiques d'urbanisme s'y appliquent dès lors afin de préserver les espaces naturels, les sites, les paysages et l'équilibre écologique du littoral, tel le principe d'inconstructibilité, en dehors des espaces urbanisés, sur la bande littorale des 100 mètres, ou plus si le plan local d'urbanisme le prévoit.

### Occupation des sols
L'occupation des sols de la commune, telle qu'elle ressort de la base de données européenne d'occupation biophysique des sols Corine Land Cover (CLC), est marquée par l'importance des territoires agricoles (89,9 % en 2018), une proportion sensiblement équivalente à celle de 1990 (90 %). La répartition détaillée en 2018 est la suivante : 
terres arables (74,1 %), zones agricoles hétérogènes (15,8 %), forêts (6,5 %), zones urbanisées (3,6 %). L'évolution de l'occupation des sols de la commune et de ses infrastructures peut être observée sur les différentes représentations cartographiques du territoire : la carte de Cassini (XVIIIe siècle), la carte d'état-major (1820-1866) et les cartes ou photos aériennes de l'IGN pour la période actuelle (1950 à aujourd'hui).

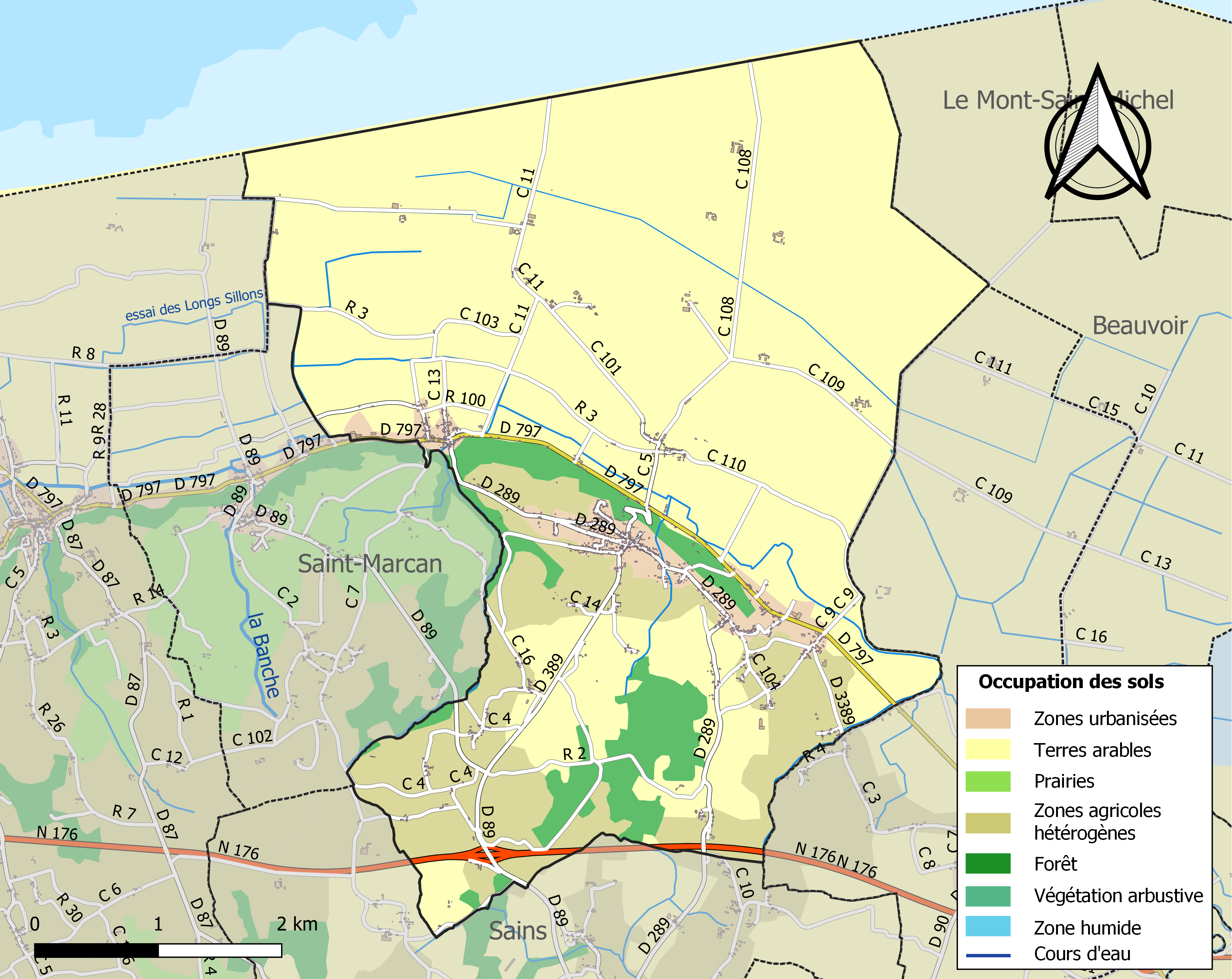
Carte des infrastructures et de l'occupation des sols de la commune en 2018 (CLC).

## Toponymie
Le nom de la localité est attesté sous les formes Raux (VIIe siècle), Rox (1070), Ros super Coaisnon (XIVe siècle), Ros supra Coaynon (1516), Le Ros (1630).
« Comme pour Roz-Landrieux, il est peut-être plus juste de voir, dans l'attestation la plus ancienne, le terme raus qui, en langue d'oïl, désigne le roseau que de se référer au mot breton roz (« tertre », « colline » ou « coteau ») ». Nous somme effectivement en zone de parler Gallo, mais le même auteur reprend ce mot breton (Roz) pour nombre d'étymologies locales (p46 et autres), et la topologie du lieu va aussi dans ce sens : le village se dresse sur le tertre rocheux qui limitait les divagations du Couesnon vers l'ouest avant la poldérisation, zone alors peuplée de roseaux, jusqu'au  mont Saint-Michel et Pontorson. 
En 1944, Théophile Jeusset crée un nom en breton pour la localité : Roz-war-Vor.  La forme bretonne actuelle proposée par l'Office public de la langue bretonne est Roz-an-Arvor.

## Histoire
La paroisse de Roz-sur-Couesnon faisait partie du doyenné de Dol relevant de l'évêché de Dol et était sous le vocable de saint Martin.
En 1500, le manoir de Montortou appartenait à la famille catholique Jehan. Pierre Jehan, sieur de Montortou, était l'époux d'Alienette de La Marche, leurs descendants vivent encore à Saint-Broladre — commune limitrophe de Roz-sur-Couesnon — à Trans-la-Forêt, Rennes, Pontorson, Strasbourg, Mulhouse, Pleine-Fougères, Saint-Brice-en-Coglès, Saint-Thibault-des-Vignes, Montreuil-sous-Bois. Une descendante de Pierre Jehan de La Marche de Montortou fut mariée à un Pied-Noir né à Oran et était apparentée à la mère du ministre Yvon Bourges ; la famille Jehan eut aussi son lot de morts à la Première Guerre mondiale dont Célestin (1890-1916) mort à la bataille de Douaumont à 26 ans qui servit sous les ordres de celui qui devint le général de Gaulle. La famille de Pierre Jehan de La Marche de Montortou possède un blason.

## Politique et administration
| Période                                  | Période              | Identité          | Étiquette | Qualité |
| ---------------------------------------- | -------------------- | ----------------- | --------- | --- |
| Les données manquantes sont à compléter. |                      |                   |           | |
| mai 1888                                 | mai 1900             | Pierre Tizon      |           | |
| mai 1900                                 | mai 1904             | Julien Touzard    |           | |
| mai 1904                                 | mai 1912             | Joseph Escallot   |           | |
| mai 1912                                 | 1925                 | Jacques Bonhomme  |           | |
| septembre 1925                           |                      | Pierre Guillier   |           | |
| Les données manquantes sont à compléter. |                      |                   |           | |
| juillet 1945                             | octobre 1947         | Jean Gédouin      |           | |
| octobre 1947                             | mars 1977            | Bernard Costentin |           | |
| mars 1977                                | juin 1995            | Louis Trochon     |           | Exploitant agricole, maire honoraire Officier du Mérite agricole |
| juin 1995                                | juillet 2008 (décès) | Alain Trompette   |           | Maître d'œuvre 1er vice-président de la CC de la Baie du Mont-Saint-Michel |
| septembre 2008                           | En cours             | Christophe Fambon | SE        | Agent éducatif 1er vice-président de la CC de la Baie du Mont-Saint-Michel (2014 → 2016) 7e vice-président de la CC du Pays de Dol et de la Baie du Mont-Saint-Michel (2020 → ) |

## Démographie
L'évolution du nombre d'habitants est connue à travers les recensements de la population effectués dans la commune depuis 1793. Pour les communes de moins de 10 000 habitants, une enquête de recensement portant sur toute la population est réalisée tous les cinq ans, les populations de référence des années intermédiaires étant quant à elles estimées par interpolation ou extrapolation. Pour la commune, le premier recensement exhaustif entrant dans le cadre du nouveau dispositif a été réalisé en 2007.
En 2022, la commune comptait 1 036 habitants, en évolution de +2,47 % par rapport à 2016 (Ille-et-Vilaine : +5,46 %, France hors Mayotte : +2,11 %).
| 1793  | 1800  | 1806  | 1821  | 1831  | 1836  | 1841  | 1846  | 1851  |
| ----- | ----- | ----- | ----- | ----- | ----- | ----- | ----- | ----- |
| 1 186 | 1 200 | 1 212 | 1 333 | 1 354 | 1 339 | 1 336 | 1 413 | 1 394 |

| 1856  | 1861  | 1866  | 1872  | 1876  | 1881  | 1886  | 1891  | 1896  |
| ----- | ----- | ----- | ----- | ----- | ----- | ----- | ----- | ----- |
| 1 521 | 1 447 | 1 500 | 1 587 | 1 769 | 1 806 | 1 804 | 1 800 | 1 684 |

| 1901  | 1906  | 1911  | 1921  | 1926  | 1931  | 1936  | 1946  | 1954  |
| ----- | ----- | ----- | ----- | ----- | ----- | ----- | ----- | ----- |
| 1 646 | 1 603 | 1 588 | 1 316 | 1 348 | 1 328 | 1 355 | 1 299 | 1 211 |

| 1962  | 1968  | 1975  | 1982 | 1990 | 1999 | 2006 | 2007  | 2012  |
| ----- | ----- | ----- | ---- | ---- | ---- | ---- | ----- | ----- |
| 1 211 | 1 120 | 1 006 | 953  | 921  | 952  | 994  | 1 001 | 1 020 |

| 2017  | 2022  | - | - | - | - | - | - | - |
| ----- | ----- | - | - | - | - | - | - | - |
| 1 003 | 1 036 | - | - | - | - | - | - | - |

## Lieux et monuments
- Église Saint-Martin-de-Tours[28].

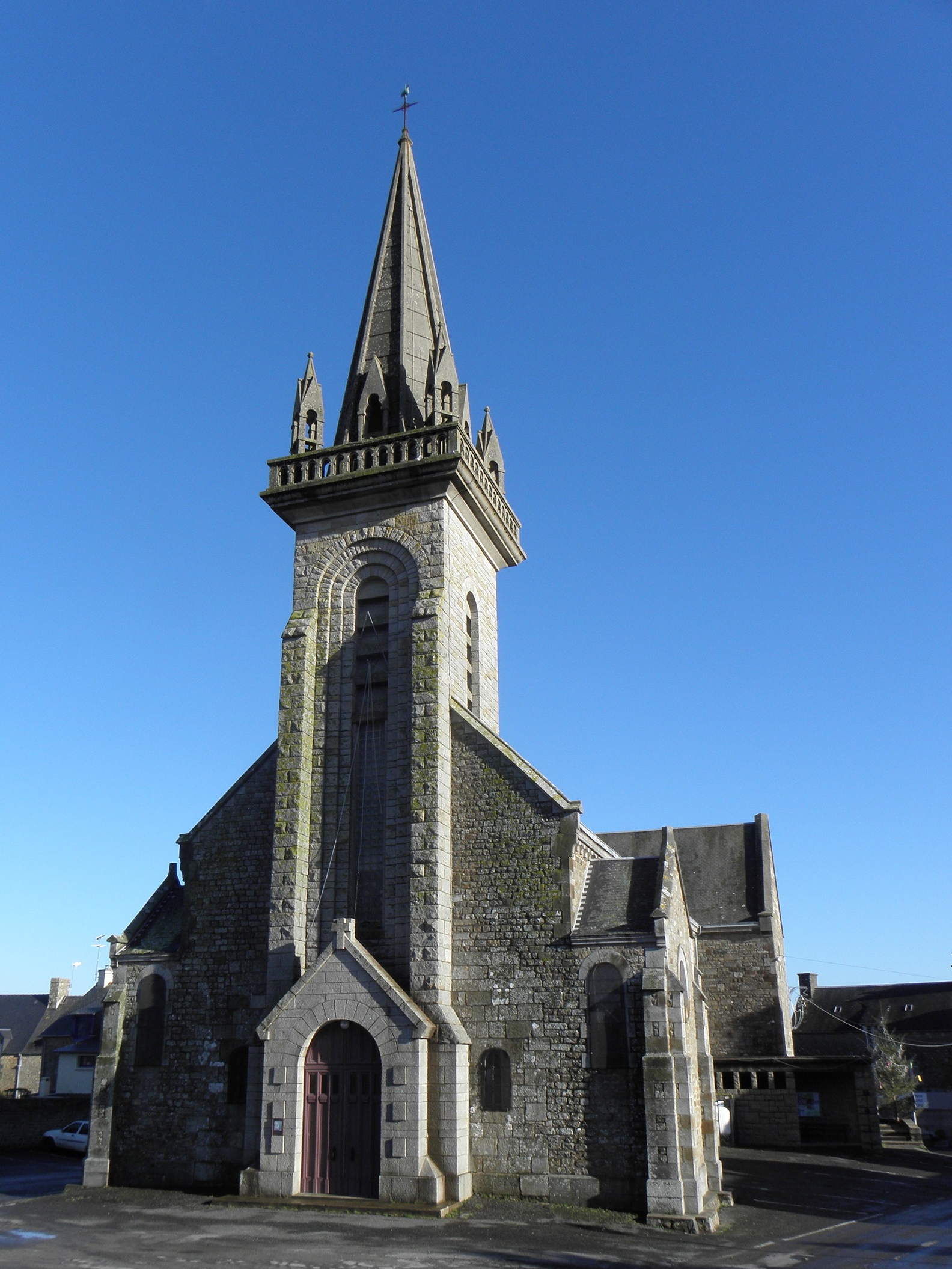
La façade principale de l'église Saint-Martin.

- Ancien corps de garde du XVIIe siècle.

## Personnalités liées à la commune
- Juliette Aleth, écrivain, y a longtemps vécu.